# 若江郡
若江郡為過去日本大阪府轄下的一個郡，已於1896年4月1日與周邊的郡合併為中河內郡。
在1880年實施郡區町村編制法時的轄區包括現在的東大阪市中部區域及八尾市中部地區。

## 歷史
在令制國時代屬於河內國。
江戶時代大部分區域為幕府直轄領地和旗本領領地，另有少部分區域屬於沼田藩、小田原藩、高德藩、郡山藩、淀藩和寺社領。
1868年明治維新後，郡內區域曾先後隸屬大坂裁判所（後改為大阪府）、河內縣、堺縣、沼田縣、郡山縣、淀縣、群馬縣，最後在1872年的第一次府縣整併中全數被併入堺縣。
1880年實施郡區町村編製法，正式的設置了近代的行政區劃「若江郡」，但並未設置自己的郡役所，而是與周邊的丹北郡、高安郡、大縣郡、若江郡、河內郡共同設立「八尾郡役所」，郡役所位於若江郡寺內村（位於現在的八尾市），因此八尾郡役所後來也被更名為「丹北高安澀川大縣若江河內郡役所」。
1881年，由於堺縣被併入大阪府，若江郡隨之成為大阪府的轄區。

### 沿革

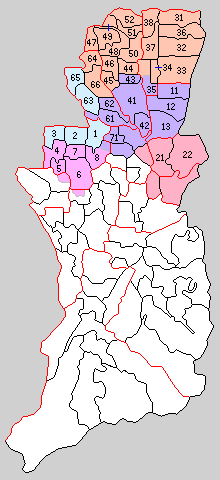
1889年若江郡轄下的行政區劃：
41.八尾村、42.曙川村、43.西郡村、44.若江村、45.彌刀村、46.小阪村、47.高井田村、48.意岐部村、49.楠根村、50.玉川村、51.西六鄉村、52.北江村
（紫色：現屬八尾市、橙：現屬東大阪市、1 - 8屬丹北郡 、11 - 13屬高安郡、21・22屬大縣郡、31 - 38屬河內郡、61 - 66屬澀川郡、71屬志紀郡）

- 1889年04月1日：實施町村制，若江郡下設八尾村（日语：八尾_(八尾市)）、曙川村（日语：曙川）、西郡村（日语：西郡_(八尾市)）、若江村（日语：若江）、彌刀村（日语：弥刀）、小阪村（日语：小阪 (東大阪市)）、高井田村（日语：高井田村）、意岐部村（日语：意岐部）、楠根村（日语：楠根 (東大阪市)）、玉川村（日语：玉川町 (大阪府)）、西六鄉村（日语：西六郷村）、北江村（日语：北江村）。（12村）
- 1896年04月1日：實施郡制（日语：郡制），同時原屬於「丹北高安澀川大縣若江河內郡役所」的區域再加上志紀郡三木本村被合併為中河內郡。